# Lithobates tlaloci
Lithobates tlaloci är en groddjursart som först beskrevs av Hillis och Frost 1985.  Lithobates tlaloci ingår i släktet Lithobates och familjen egentliga grodor. IUCN kategoriserar arten globalt som akut hotad. Inga underarter finns listade i Catalogue of Life.